# Дружноселье (усадьба)
Усадьба Дружноселье или усадьба Витгенштейнов — старинное русское поместье середины XIX века, принадлежавшее русскому дворянскому роду Витгенштейнов. Усадьба находится в Гатчинском муниципальном округе Ленинградской области, в одноимённом посёлке Дружноселье.
Объект культурного наследия регионального значения.

## История
Первоначально имением владели сестры Елизавета и Каролина Зельберейзен, испектрисы Смольного института, приехавшие из Германии в Россию. В 1799 году император Павел I подарил им несколько деревень — владения Кемско и Изори они продали, Выгоря и Рактину они переименовали в свою честь — Каролингоф и Елизаветгоф. Между этими имениями была возведена небольшая усадьба с деревянными строениями и регулярным садом. Она получила название Дружноселье.
В 1826 году имение перешло по купчей фельдмаршалу и герою войны 1812 года П. Х. Витгенштейну, который купил его для своего сына Льва Петровича. Лев Витгенштейн через два года женился на богатейшей невесте России Стефании Радзивилл. Молодожёны приступили к переустройству усадьбы. По сторонам внутреннего двора они поставили каменные службы и большой хозяйственный двор в форме каре. На месте старого был построен новый усадебный дом, регулярный садик заменили пейзажным парком. Дом представлял собой прямоугольное в плане сооружение с мезонином. Со стороны подъездной аллеи был возведён полуциркульный портик. Парадная анфилада располагалась по фасаду. Зал находился не в центре, а в крыле здания, что было нетипично для усадеб того времени под Петербургом. Исследователи называют эту усадьбу единственным сохранившимся в регионе помещичьим домом эпохи классицизма, образцовым по планировке и со смещенным в крыло залом.
Стефания скончалась от чахотки за границей в 1832 году. Её прах привезли в усадьбу и похоронили, а на месте могилы возвели католическую часовню — каплицу Святой Стефании. Архитектором выступил А. П. Брюллов. Стены строили из пудожского известняка. Каплица представляла собой небольшое, но величественное храмовое сооружение в виде ротонды с портиками, решёнными в духе классицизма. Позже каплица служила фамильной усыпальницей рода Витгенштейнов. Вплоть до революции 1917 года здесь были погребены 12 человек. Вокруг был разбит английский парк, ярдом построена богадельня. Размер усадьбы вырос до 17,5 десятин. Вблизи с каплицей находились каменные павильоны-часовни, в которых размещался музей реликвий Отечественной войны 1812 года, перевезенных сюда в 1829 году из Каменки, поместья Витгенштейна на Днестре.
После Льва Петровича, имением владел его сын — князь Пётр Львович Витгентшейн. Охоту, мельницу, три дачи, пивоваренный завод, ягодный огород и фруктовые сараи он сдавал в аренду. Кроме того ему принадлежал паровой лесопильный завод, расположенный тут же. По данным «Памятной книжки Санкт-Петербургской губернии» за 1905 год мыза принадлежала светлейшему князю Фёдору Львовичу Витгенштейну. 
Музей был разорен после революции 1917 года, а имение национализировано. В перестроенном в 1930-е годы здании богадельни разместили главный корпус туберкулезного санатория «Дружноселье». Бывший господский дом использовался в качестве жилого фонда.
По состоянию на начало XXI века бывшее имение и сооружения находятся в полуразрушенном и аварийном состоянии.

## Галерея

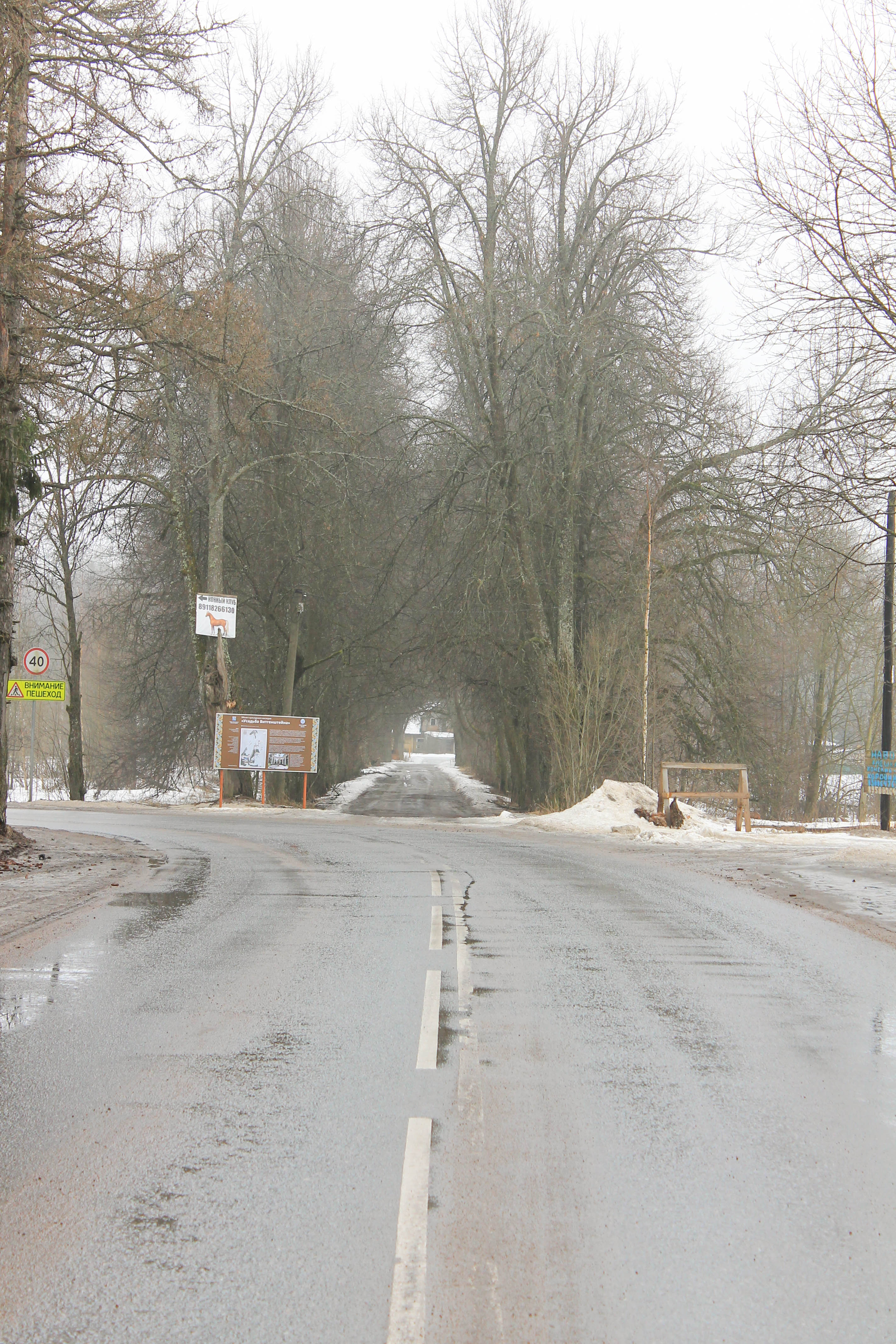
Главная усадебная дорога (2021)
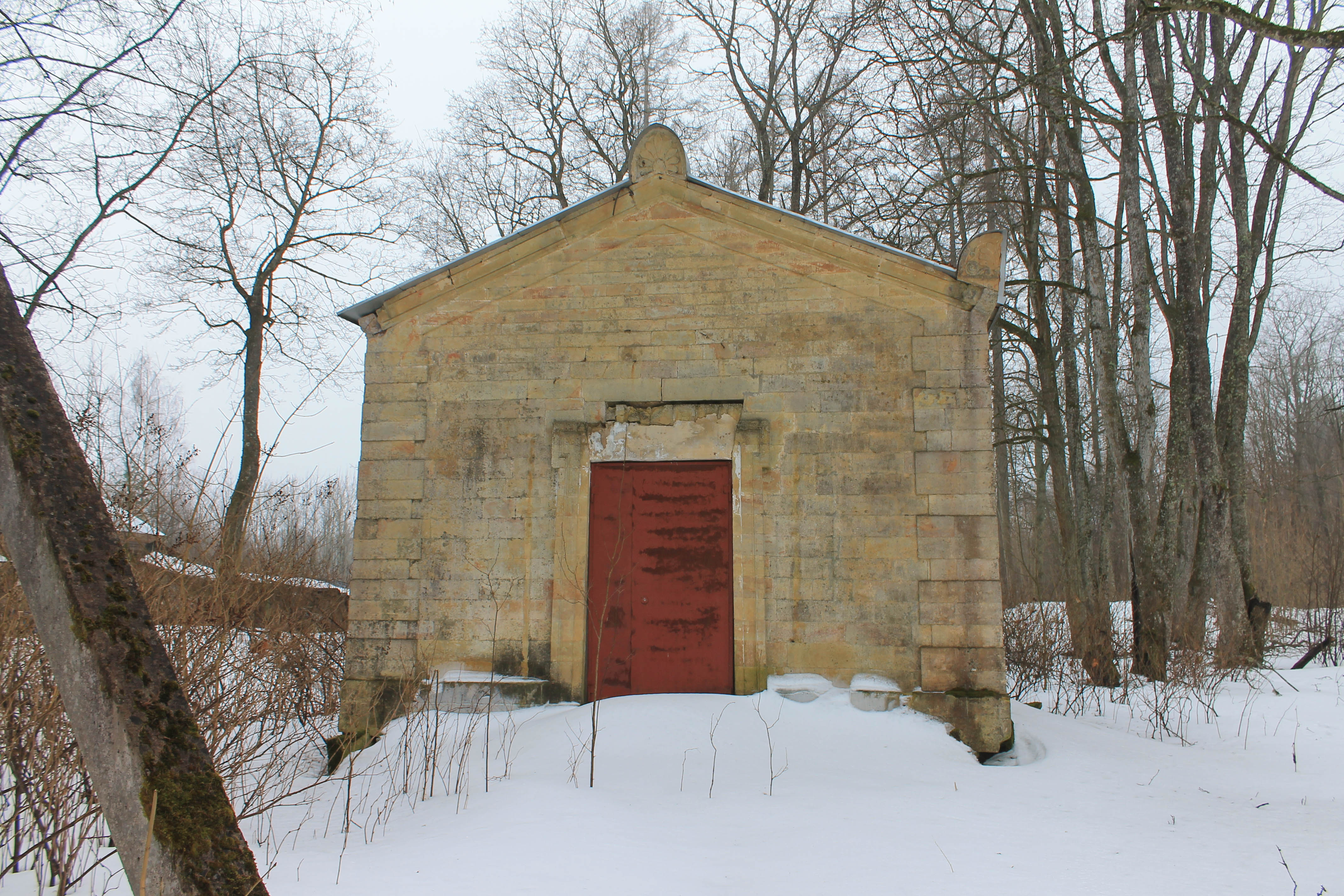
Одна из часовен рядом с каплицей (2021)
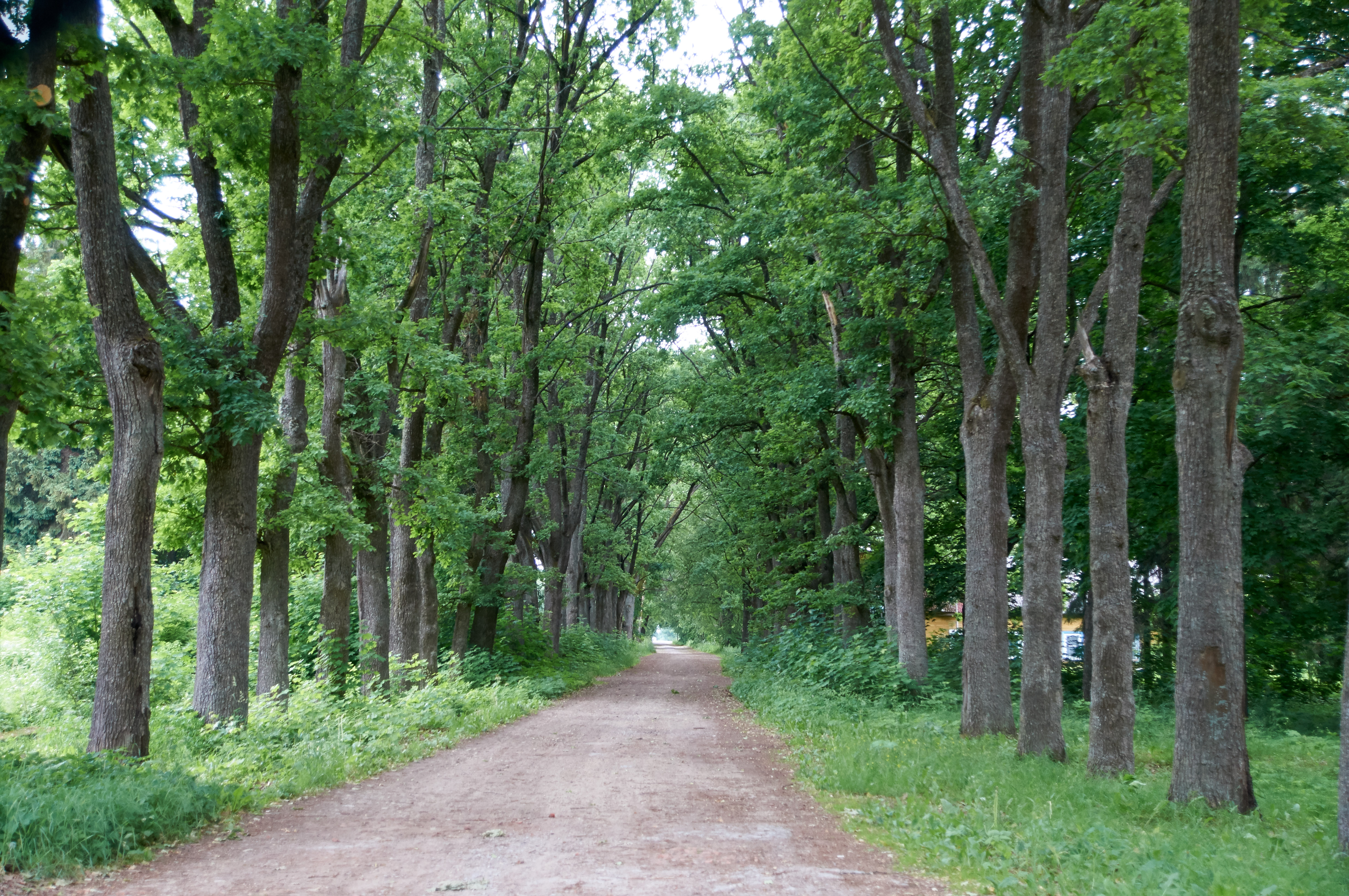
Усадебная дорога летом (2019)
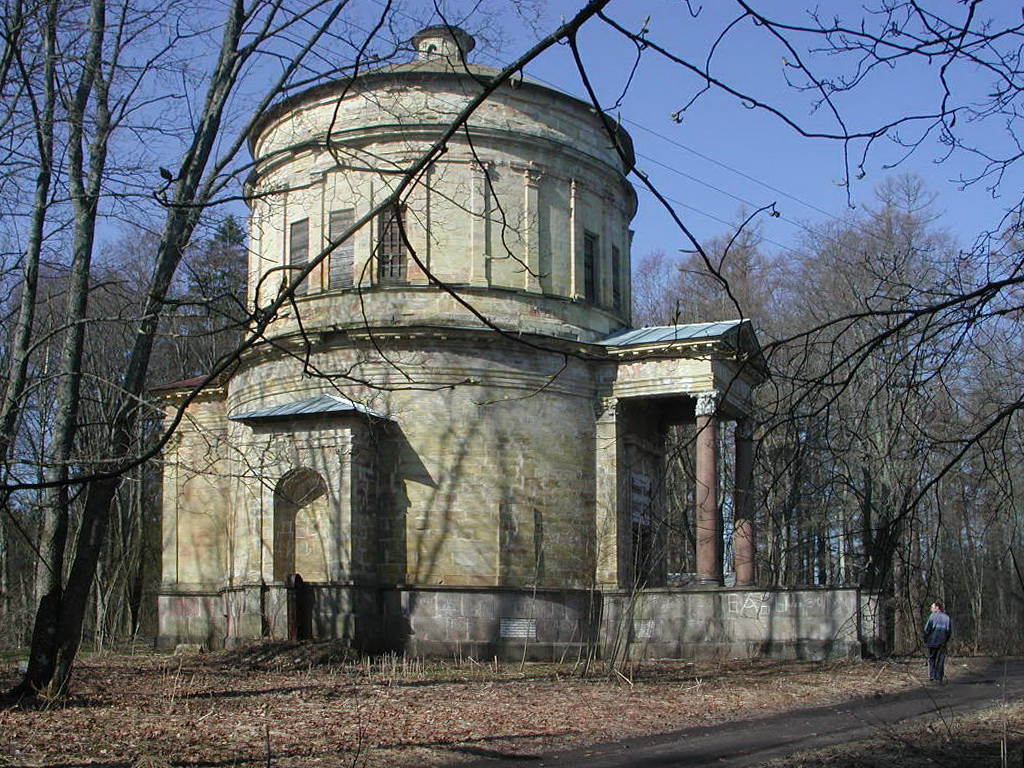
Каплица Святой Стефании (2014)